# Bernard Anício Caldeira Duarte
Bernard Anicio Caldeira Duarte (nascut el 8 de setembre de 1992), més conegut com a Bernard, és un futbolista brasiler que juga a l'Everton FC com a migcampista.
El 7 de maig de 2014 el seleccionador brasiler Luiz Felipe Scolari el va incloure a la llista final de 23 jugadors que representaran el Brasil a la Copa del Món de Futbol de 2014.
És un jugador molt veloç i molt àgil, pot jugar tant d'extrem com mitja punta i fins i tot també com a interior. És un jugador molt baix, ja que fa 1,64 m i no domina gaire bé el joc aeri, però té una gran habilitat amb els peus.
Amb 22 anys que té, li queda molt de futur i pot arribar a ser un dels millors jugadors del món.